# Öwer de Hase
Die Straße Öwer de Hase (hochdeutsch: Über der Hase) ist eine Straße mit niederdeutschem Namen in Osnabrück. 

## Geschichte

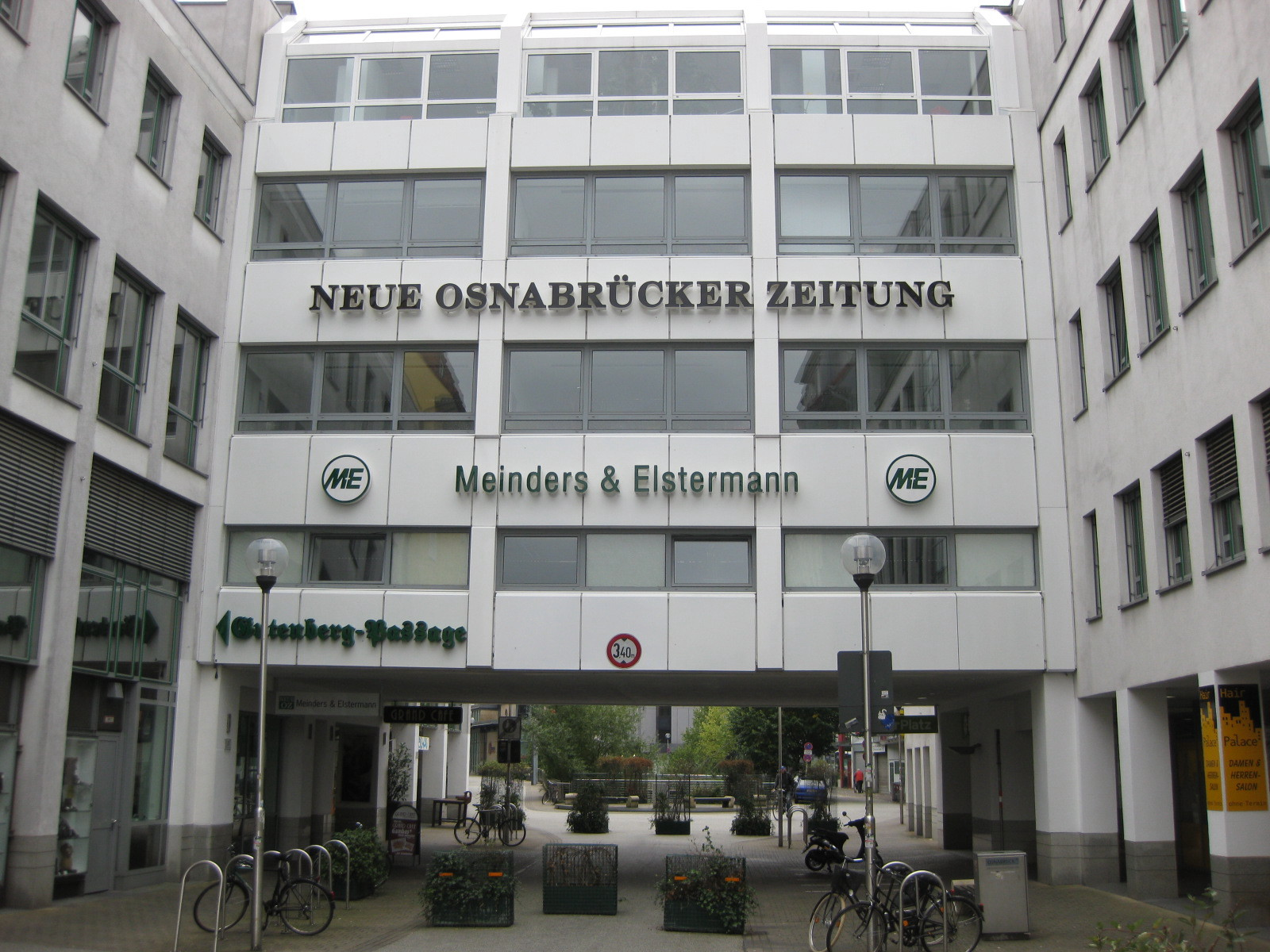
Bild 2009 mit abgedeckelter Hase

Ihren plattdeutschen Namen erhielt die Straße am 17. April 1974 nach ihrer Lage über der Hase. Schon 1967 war die Hase durch einen ungefähr 200 Meter langen Betondeckel zur Straße umgebaut worden. Der Fluss verschwand in den Untergrund unter der Verkehrsfläche. Die entstandene Fläche wurde als Parkplatz und zur Versorgung der Druckerei der Neuen Osnabrücker Zeitung genutzt.
Der erste Abschnitt des Deckels wurde 1999 entfernt. Die Seitenufer sind jedoch befahrbar, um so das Parkhaus von Galeria Kaufhof erreichbar zu halten. Der im Dezember 1999 eröffnete Abschnitt kostete 3,7 Millionen DM und umfasste neben den gepflasterten Flächen und der geöffneten Hase auch eine diagonale Brücke, welche über die Hase führt.
Im Jahr 2000 wurde der neue Standort der Neumarktapotheke auf der Hasebrücke der Wittekindstraße eröffnet. Mit der Hausnummer 1 der Straße Öwer de Hase befindet sie sich am südlichen Ende der Straße und des ehemaligen Deckels.
Nachdem bekannt wurde, dass der verbleibende Hasedeckel für 500.000 Euro saniert werden musste, wurde vorgeschlagen, den Deckel zu entfernen und die Hase freizulegen. Die Druckerei der Neuen Osnabrücker Zeitung war schon 1985 nach Belm verlegt worden, sodass dort keine Pkw- oder Lkw-fähige Straße notwendig war. Nach sechs Jahren der Vorbereitungszeit wurden die Abrissarbeiten im Frühjahr 2016 gestartet. Der 65 Meter lange Bereich, in dem der Deckel entfernt wurde, wurde nach den Plänen des Berliner Landschaftsarchitekturbüros Lützow 7 Müller Wehberg umgestaltet und ist Ende November 2016 eröffnet worden. Das 1,8 Millionen teure Projekt wurde je zur Hälfte durch Anlieger und die Stadt finanziert. Das gepflasterte Hasebett musste jedoch aufgrund von Unterspülungsgefahr des Ufers bestehen bleiben.
Über der Hase wurden drei Brücken mit insgesamt vier Bauminseln angelegt. In den Bauminseln wurden Felsenbirnenbäume gepflanzt. Entlang der Hase führen auf beiden Uferseiten Geh- und Radwege.